# 趙賁
趙賁，生卒年不明，晚秦時的軍事將領，秦末農民起義爆發後，前207年，趙賁率領秦中央軍與奉義帝命令進軍關中的刘邦軍大戰；劉邦定三秦時，趙賁繼續率領秦軍抵抗漢軍，均敗北。

## 主要事蹟

### 開封之戰
沛公攻打東郡郡尉的軍隊，打敗敵軍成武的南邊。攻擊成陽縣以南的王離軍隊，再次攻擊杠裏，大破敵軍。向北追擊，西至開封，攻擊趙賁的軍隊，打敗了他，並將趙賁圍困在開封城中。並向西進攻將領楊雄的軍隊，打敗他們，俘虜了秦司馬和御史各一人。

### 咸陽之戰
漢元年五月，劉邦率領漢軍還定三秦，派曹参、周勃、樊噲東進取咸陽，大破趙賁、內史保軍隊克咸陽。
项羽大軍到了，封沛公爲漢王。漢王賜給周勃的爵位爲威武侯。跟隨進入漢中，被任命爲將軍。回軍平定三秦，到了秦國，賜給食邑懷德。進攻槐里、好畤，功勞最高。攻擊趙賁和內史保在咸陽，功勞最高。

## 文獻記載

### 一堅守啟封
陽陵侯傅寬，以魏五大夫的騎將，爲中書舍人，起於橫陽。跟隨沛公攻打安陽、槓里，攻打趙賁的軍隊在開封，以及在曲遇、陽武攻打楊雄，斬敵首十二級，賜給他卿一級的爵位。
後來跟隨沛公攻打東郡郡尉的軍隊，打敗南邊的成武敵軍。於成陽縣南攻擊王離軍隊，又攻打槓里，大破敵軍。向北追擊，西至開封，攻擊趙賁的軍隊，打敗了趙賁，將他圍困在開封城中。向西攻打秦將楊雄的軍隊，在曲遇打敗了他們，俘虜了秦司馬和御史各一人。

### 二戰尸北
升爲執珪。跟隨沛公攻打陽武，下軒轅、緱氏，斷絕了黃河渡口，並回軍攻打趙賁的軍隊，在尸北打敗了他。從向南攻打犨邑，向南進攻南陽郡守呂齮於陽城城東，攻陷敵陣，奪取了宛縣，俘虜了呂齮，全部平定了南陽郡。隨從向西攻打武關、嶢關，奪取了它。攻打了南面的秦軍於藍田，又在夜間進攻楚國的北邊，秦軍打得大敗，於是抵達了咸陽。

### 三守咸陽
回軍平定三秦，另外攻打白水之北的西縣縣丞，雍王章邯的輕車騎兵在雍縣南邊，打敗了他。跟隨沛公攻打雍縣、縣的城池，率先登城。攻打章平 (秦国)的軍隊好畤，攻城，率先衝鋒陷陣，殺了縣令丞各一人，斬首十一級，俘虜二十人，升爲郎中騎將。跟隨高帝攻打秦國的戰車和騎兵壤東，擊退敵軍，升爲將軍。攻打趙賁的軍隊，攻下郿縣、槐里、柳中、咸陽；引水灌廢丘，功勞最高。
趙賁終究還是没能阻止劉邦的步伐，徹底丢失咸陽。